# Bondrang
Bondrang is een bestuurslaag in het regentschap Ponorogo van de provincie Oost-Java, Indonesië. Bondrang telt 1675 inwoners (volkstelling 2010).